# Tzicanistério

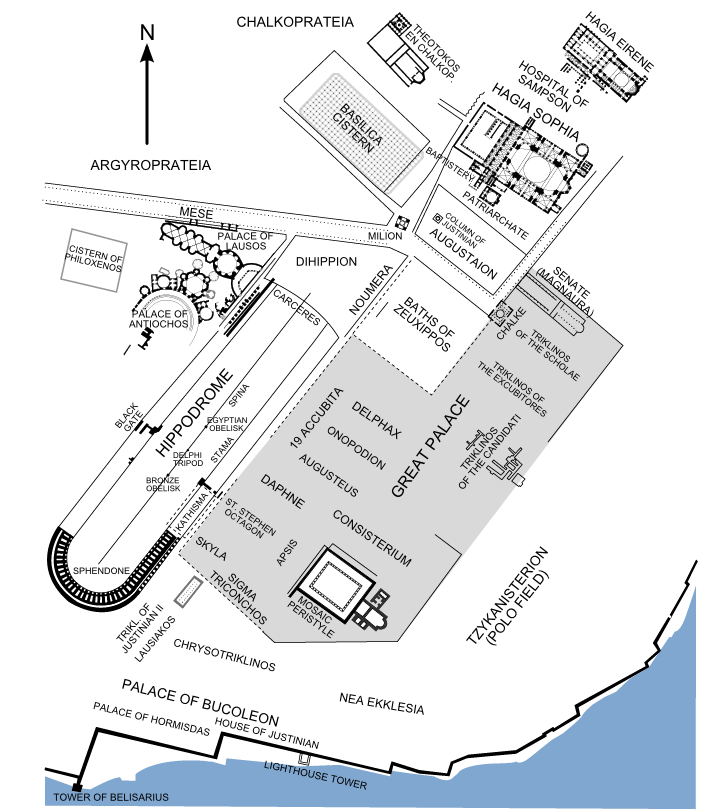
Planta do complexo dos palácios imperiais de Constantinopla

Tzicanistério (em grego: τζυκανιστήριον; romaniz.: tzykanistérion) foi um estádio de tzicânio (em grego: τζυκάνιον; romaniz.: tzykanion, do persa tshu-qan), um tipo de polo adotado pelos bizantinos da Pérsia Sassânida. De acordo com João Cinamo, o tzicânio foi jogado por dois times em cavalos, equipados com longas varas cobertas por redes, com que eles tentaram empurrar uma bola de couro em forma de maça para dentro do gol do time oposto. O esporte foi muito popular entre a nobreza: Basílio I, o Macedônio (r. 867–886) destacou-se; imperador Alexandre (r. 870–913) morreu de exaustão enquanto jogava; e João I (r. 1235–1238) morreu de uma ferimento fatal durante o jogo.
O Grande Palácio de Constantinopla apresentou um Tzicanistério, construído pela primeira vez pelo imperador Teodósio II (r. 408–450) na parte sudeste do precinto do palácio. Foi demolido por Basílio I para erguer a Igreja Nova no local, e reconstruído em tamanho maior mais a leste, conectando-o ao Nova com duas galerias. Além de Constantinopla e Trebizonda, outras cidades bizantinas possuíram Tzicanistérios, mais notadamente Esparta, Éfeso e Atenas, uma indicação de uma aristocracia urbana próspera.